# Макс Болигер
Макс Болигер (на немски: Max Bolliger) е швейцарски поет и детски писател, роден в Шванден, кантон Гларус.

## Живот
Отначало е селски учител, след това изучава психология и лечебна педагогика и работи в Люксембург. Завръща се в Швейцария и едно десетилетие е извънреден гимназиален учител в Адлисвил край Цюрих.

## Творчество
Първите литературни изяви на Макс Болигер са от началото на петдесетте години, когато публикува книгата си „Стихотворения“ (1953). В стихосбирката „Изпратен гълъб“  (1958) поетът разглежда екзистенциалната проблематичност на любовта въз основа на библейските предания.
След 1968 г. Болигер е писател на свободна практика и сътрудничи на Швейцарската телевизия. Накрая се установява да живее във Везен. На трудните междучовешките отношения в една модерна епоха на безверие и отчужденост е посветена стихосбирката му „Мълчание, умножено сред снега“ (1969).

## Признание
За цялостно творчество Макс Болигер е удостоен с „Голямата награда на Немската академия за детска и юношеска литература“ (2005).